# Sición (mitología)
Sición (en griego antiguo: Σικυών) fue, según la mitología griega, el segundo fundador y epónimo de la ciudad peloponesia de Sición. Esta ciudad se denominaba anteriormente Egialea, y más antes aún, Mecona.
Esta ciudad había sido fundada por Egialeo, un rey del país, cuyos descendentes habían conservado el poder hasta Lamedonte.Pausanias nos da hasta cuatro variantes acerca de la genealogía del propio Sición, sin decidirse por ninguna de ellas. Así Sición pudiera ser hijo de Maratón, o de Metión, o bien de Erecteo, el rey de Atenas, o, finalmente, de Pélope.
El rey Lamedonte lo llamó para que se aliara con él contra sus enemigos argivos, Arcandro (o Arcandre) y Arquíteles. Le dio en matrimonio a su hija Zeuxipe, de quién Sición tuvo una hija, Ctonófila. Al morir su suegro heredó el trono.